# Hugo Goetz
Hugo Louis Goetz (ur. 18 października 1884 w Chicago, zm. 4 kwietnia 1972 w Foley) – amerykański pływak, srebrny medalista olimpijski Letnich Igrzysk 1904 w Saint Louis.

## Kariera sportowa
Razem z klubem Chicago Athletic Association zdobył srebrny medal olimpijski w sztafecie pływackiej na 4 × 50 jardów stylem dowolnym.